# Monumento Wallace

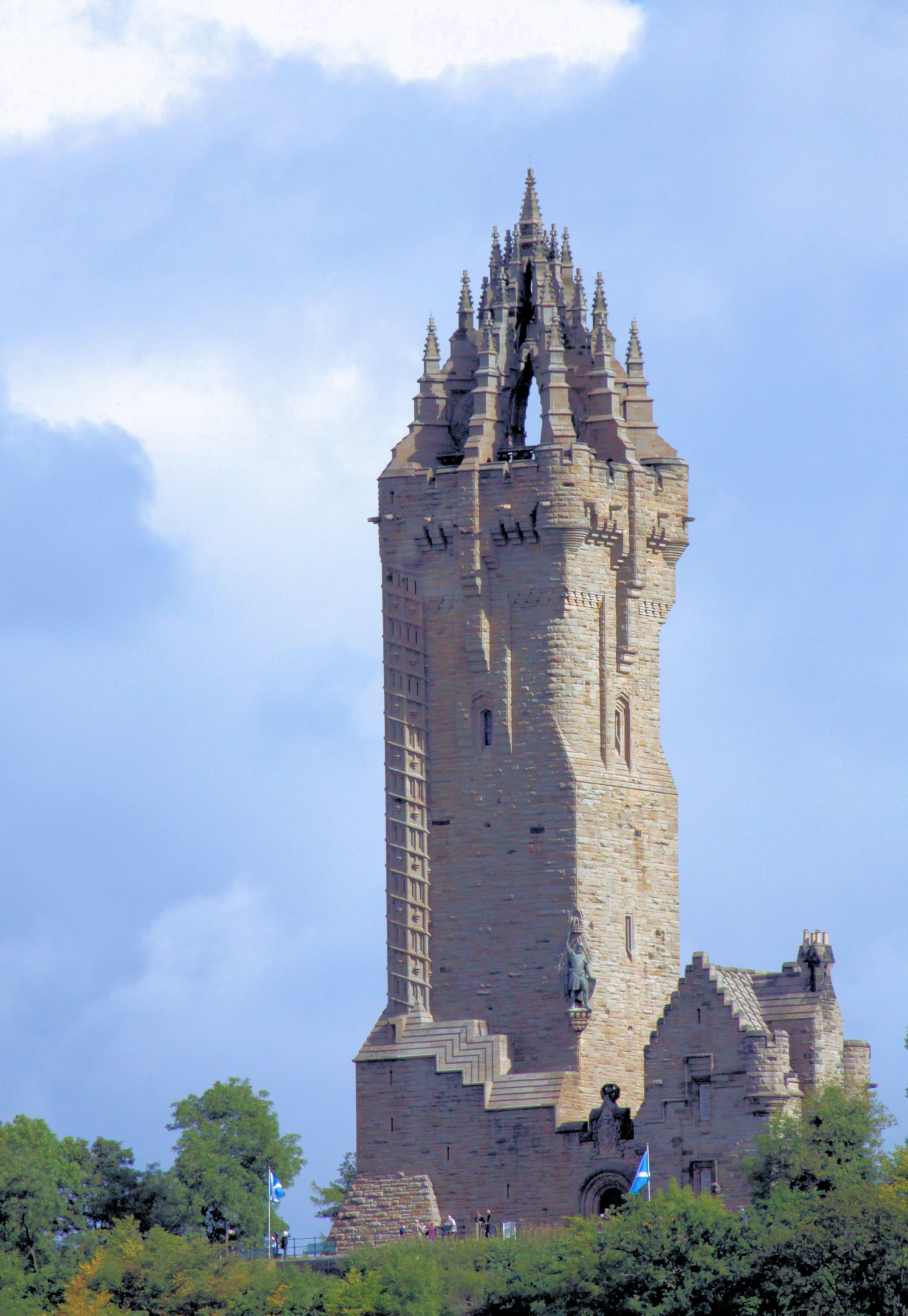
A torre em 2013.

O National Wallace Monument, em português, Monumento Wallace é uma torre de pé no cume do Abbey Craig, localizada próxima de Stirling, na Escócia. Foi construída em homenagem a Sir William Wallace, o herói escocês do século XIII.
A torre foi construída depois de uma campanha de angariação de fundos, que acompanhou o ressurgimento da identidade nacional escocesa no século XIX. Além da subscrição pública, foi parcialmente financiada por contribuições de um número de doadores estrangeiros, incluindo o líder nacional italiano Giuseppe Garibaldi. Concluído em 1869, para os projetos do arquiteto John Thomas Rochead a um custo de 18.000 libras, o monumento é uma torre de arenito de 67 metros, construída em estilo gótico vitoriano. Fica no Abbey Craig, um penhasco vulcânico acima da Abadia de Stirling, a partir do qual acredita-se que Wallace foi visto ao encontro dos exércitos do rei Eduardo I da Inglaterra, pouco antes da Batalha de Stirling Bridge.